# Yngve Sundblad (datavetare)
Yngve Erik Sundblad, född 18 augusti 1943, är professor emeritus vid Kungliga Tekniska högskolan (KTH), skolan för Datavetenskap och Kommunikation (CSC), avdelningen för Medieteknik och Interaktionsdesign (MID).
Yngve Sundblad är en av pionjärerna i datavetenskap i Sverige, där han började sin bana 1967 (ordinarie universitetslektor 1977) vid institutionen för numerisk analys och datalogi (NADA), KTH, som lärare och forskare först i numerisk analys, sedermera i datalogi, bland annat objektorienterad programmering, och slutligen i människa-datorinteraktion. År 1999 blev han professor i datalogi med inriktningen människa–datorinteraktion.

## Biografi
Sundblad var prefekt för NADA 1977–1983 och huvudansvarig (linjenämndsordförande) för att starta datalogiinriktningen inom matematikprogrammet på Stockholms universitet 1979 och civilingenjörsprogrammet i datateknik vid KTH 1983.
1981–1986 ledde han  KTH:s medverkan i det nydanande projektet UTOPIA (Utbildning, Teknik Och Produkt I Arbetskvalitetsperspektiv). Projektet var bland de första som tog tänkta användare på allvar i designprocessen, så istället för att fokusera på tekniken så fokuserade projektet på att möjliggöra för de grafiska yrkesarbetarna på Aftonbladet att utforska hur de skulle vilja utnyttja gryende tekniska möjligheter. Projektet var stilbildande för kooperativa/deltagande designprojekt, det som även internationellt kallas för de skandinaviska modellen för CD (Cooperative) or PD (Participatory) Design.
1988–1993 ledde han som datorrådsordförande KTH:s pionjärverksamhet inom datornät- (speciellt Internet), persondator- och gemensam programvaruanskaffning. Från 1994 till 2000 var han professor vid Grafiska Institutet vid Stockholms universitet på deltid.
Åren 1995–2005 var han föreståndare för det multidisciplinära kompetenscentret Centrum för användarorienterad IT-design (CID) vid KTH. CID var en mötesplats för industri, användarorganisationer, myndigheter och forskare med gemensamma forskningsfrågor och intresseområden inom IT-design, med en omsättning av cirka 20 Mkr per år.

## Utbildningsinsatser
Yngve Sundblad har handlett 19 forskarstuderande till doktorsexamen, åtta till licentiatexamen och ett stort antal examensarbeten. Han var huvudansvarig för och ledde inrättandet av matematikerlinjens datalogigren på Stockholms Universitet 1979 och för inrättandet av datateknikprogrammet 1983 (första nya civilingenjörsutbildningen på KTH på över 50 år).
Han har sedan 1963 som övningsassistent och sedan 1967 som universitetslektor givit och lett ett stort antal kurser inom KTH och Stockholms Universitet på grundutbildnings- och forskarutbildningsnivå. Sedan sin pensionering 2010 har han givit grundutbildningskurser i människa-datorinteraktion i Reykjavik (Island) 2012 och Penza (Ryssland) 2014 och i numerisk analys och programmering på KTH 2015.

## Forskning
Sundblads forskningsintressen är användarorienterade metoder, miljöer för datorstött samarbete (CSCW), interaktiva media och objektorienterade programmeringsmetoder. Han har koordinerat och arbetat i ett antal EU-finansierade projekt:
Yngve Sundblad koordinerade svenska insatserna i ESPRIT Basic Research Action COMIC (Computer Based Mechanisms for Interaction in Cooperative Work) 1992–95 och i KidStory (datorstöd för lågstadiebarns gemensamma historieberättande, i samverkan med Rågsvedsskolan samt Nottinghams Albany Infant School och universitet) 1999-2001.
Han koordinerade hela ESPRIT-projekten eRENA (Electronic arenas for culture, art and performance) 1997-2000, 
IST Disappearing Computer-projektet interLiving  (intergenerational communication) 2001-03 
och svensk-italiensk-engelska Culture 2000-projektet Faust in Hiroshima 2005-2006. 
Han deltog även i Inscape (tools for artistic storytelling), 2004–2008, och Nepomuk (semantic desktop) 2006–2008.
Yngve Sundblad har varit engagerad i ett tjugotal svenska projekt och aktiviteter från UTOPIA till UsersAward , ett projekt med LO och TCO kring kvalitet i IT-stöd på arbetsplatser, inkl. användarnas pris och användarcertifiering, från 1999 till 2011.

## Infrastruktur
Under hela sin tid på KTH har Yngve Sundblad aktivt verkat för utveckling av KTH:s dator- och nätresurser, som framgår av rapporten. Han initierade och deltog i anskaffningen av de första dialogdatorerna och terminalsalarna på 1970-talet, och i de första Macintosh- och arbetsstationssalarna på 1980-talet. Han deltog aktivt i den svenska och nordiska pionjärtiden inom Internet genom skapandet av universitetsdatornäten SUNET 1988 och NordUNET 1989, där han som ansvarig (datorrådsordförande) erbjöd KTH som drift- och utvecklingsansvarig (i form av KTHNOC), vilket KTH förblev till 2007. Han tog 2007 ansvar för skapandet av VIC – Visualiseringscentrum (Visualisation, Interaction, Communication), KTH, som, med anslag till honom från Knut och Alice Wallenbergs stiftelse, sedan 2010 utvecklats till visualiseringsmötesplats för Stockholm, i form av en studio med avancerad utrustning, forskar- och lärargrupp, mm.